# Cristina Solà
Cristina Solà (Badalona) es una actriz española de teatro, cine y televisión. Es conocida por su papel protagonista en la serie Él y ella junto a Josep Julien emitida en 2003 en las televisiones autonómicas de España.

## Biografía
Es licenciada en Filología Hispánica por la Universidad de Barcelona y graduada en Arte Dramático e Interpretación de Textos por el Instituto del Teatro de Barcelona. Ha dirigido su carrera especializándose en comedia. 
Ha trabajado en casi todas las comedias más exitosas que se han hecho en Cataluña, mientras que también era integrante de la orquesta Huapachá Combo, cantante e interpretando personajes cómicos. 

## Filmografía

### Televisión
- Pret a porter (1994).
- Él y ella, protagonista (2003).
- Pop Corn.
- Villaroel.
- Estació d’enllaç (1998).
- Laberinto de Hombres (1999).
- Tiempos de Silencio (2001).
- Aquí no hay quien viva (2003).
- De moda (2004).
- Obsesión (2005).
- Hospital central (2007).
- 39+1 (2014).

### Largometrajes
- Lisístrata (película) (2002).
- Atraco a las tres... y media, (2003).
- Cala reial (2003).
- El perfume: Historia de un asesino, (2006).
- La revolución de los ángeles, (2015).

### Teatro
- Torna-la a tocar, Sam (1996)
- La cena de los idiotas dirigida por Paco Mir (1999)
- Boing boing
- Los locos del bisturí
- Misterioso asesinato en Manhattan[1]
- Dinamita el teatro
- La extraña pareja junto a Joan Pera y Antonio Dechent